# 宋汝鹄
宋汝鹄（1943年10月—2014年2月26日），浙江省临海县人，中华人民共和国政治人物。
毕业于武汉粮食工业学校。1991年2月，任新疆自治区经委副主任、主任。2003年1月，任新疆自治区人大常委会副主任。2009年6月退休。2014年去世。